# Michał Świder
Michał Świder  (ur. 1962 w Sędziszowie Małopolskim, zm. 6 lutego 2019 w Czernichowie koło Krakowa) – polski malarz, absolwent Akademii Sztuk Pięknych w Krakowie.

## Życiorys
Ukończył studia na Wydziale Malarstwa ASP w 1990 r. Studiował grafikę i malarstwo u Zbysława Marka Maciejewskiego i Janiny Kraupe-Świderskiej. Po ukończeniu studiów przez krótki czas był wykładowcą na macierzystej ASP. Był stypendystą Donacji doc. Adama Siemianowicza (Kraków, 1988), The Elizabeth Greenshields Foundation (Montreal, Kanada, 1990) i Stage Internazionale sull′Affresco (Fabriano, Włochy, 1993). W swojej twórczości nawiązywał do symbolizmu, modernizmu, sztuki włoskiego trecenta i Dalekiego Wschodu. Posługiwał się tradycyjnymi technikami, tworząc nastrojowe obrazy o precyzyjnym rysunku i subtelnym kolorycie.
Początkowo współpracował z prowadzoną przez Tadeusza Nyczka galerią Inny Świat w Krakowie, a już od 1995 r. aż do śmierci związany był z Galerią Sztuki Współczesnej „Kersten” w Krakowie. Swoje wystawy pokazywał też w Warszawie i Częstochowie oraz za granicą, m.in. w Wielkiej Brytanii, Stanach Zjednoczonych, Niemczech i Włoszech.
Namalowane przez niego w 1993 na fresku w Fabriano fantastyczne zwierzę, uznane przez Włochów za gronostaja (ermellino), stało się jego zwierzęciem „herbowym”. Od 1997 r. na odwrocie swoich obrazów przykładał pieczęć zawierającą nazwę: „Ermellino” (gronostaja), rok: 1997, wyobrażenie Chrystusa uzdrawiającego ślepca oraz hasło: „Cóż jest świat?” i tytuł: „Artifex”.
Jest autorem fresku La Leggenda di Margherita w kościele w Fabriano (Włochy, 1993), fresku Narodziny Maryi i mozaiki Turris Davidoca w kościele w Płokach koło Trzebini (1994) oraz Kaplicy św. Barbary w Czyżówce (1995–1996).
Jego prace zdobią okładki tomów poetyckich Leszka Długosza (Dusza na ramieniu: Wiersze i piosenki, Kraków 2003), Janusza Kotańskiego (Kropla, Warszawa 2006, Głos Warszawa, 2014), Wojciecha Wencla (Podziemne motyle, Warszawa 2010, De profundis, Kraków 2010 oraz Imago Mundi, Warszawa 2005, którą też ilustrował).
Pochowany został 11 lutego 2019 r. w rodzinnym Sędziszowie Małopolskim. Leszek Długosz poświęcił mu wiersz pt. Na żałobnych tablicach starożytności.

## Ważniejsze wystawy indywidualne (do 2004)
- 1989 – Kraków, Galeria Inny Świat Gallery
- 1990 – Londyn, Galeria East-West
- 1990 – Kraków, Galeria Inny Świat Gallery
- 1991 – Warszawa, Galeria Marriott
- 1991 – Warszawa, Galeria Mistrall
- 1995 – Kraków, Galeria Sztuki Współczesnej „Kersten”, Budowanie katedry
- 1996 – Warszawa, Galeria ART, Il Libro dell′Artre – Rzecz o malarstwie
- 1996 – Kraków, Galeria Sztuki Współczesnej „Kersten”, O wybrańcach
- 1997 – Kraków, Galeria Sztuki Współczesnej „Kersten”, Okna, studnie, posągi
- 1999 – Nowy Jork, SoHo, Galeria CFM, Cantiucum Canticorum – Pieśń nad pieśniami
- 2001 – Kraków, Galeria Sztuki Współczesnej „Kersten”, In Lapidem convertus – Obrócone w kamień
- 2004 – Kraków, Galeria Sztuki Współczesnej „Kersten”, Insulae – Wyspy

## Ważniejsze wystawy zbiorowe (do 2004)
- 1989 – Kraków, Galeria ASP, Wystawa Stypendystów donacji doc. Adama Siemianowicza (1902–1970) „Włodzimierz Karankiewicz, Radosław Kudliński, Michał Świder”
- 1990 – Kraków, Galeria Pałac Sztuki, Nowa Sztuka w Pałacu
- 1990 – Warszawa, Galeria Marriott, Inny Świat
- 1991 – Niemcy, Norymberga, Galeria w Zabo, Zbysław M. Maciejewski, studenci i przyjaciele
- 1991 – Kraków, Galeria Pałac Sztuki, Painting Drawing-room
- 1992 – Niemcy, Darmstadt, Nowa Secesja
- 1993 – Warszawa, Galeria ZPAP, Krakowski Spleen
- 1993 – Włochy, Frassasi, Grotti, Cartogni
- 1994 – Częstochowa, Galeria BWA, Sacrum
- 1995 – Kraków, Galeria TPSW, Galicyjski Impresjonizm
- 1996 – Warszawa, Galeria ART, Namaluj wannę
- 1996 – Niemcy, Norymberga, Galeria Krakauer Hause, Labirynt
- 1996 – Kraków, Galeria ZPAP, Martwa natura
- 1997 – Kraków, Galeria ZPAP, Polski pejzaż
- 1998 – Nowy Jork, SoHo, Galeria CFM, Zimowa Prezentacja
- 2000 – Nowy Jork, SoHo, Galeria CFM, Zimowa Prezentacja
- 2002 – Nowy Jork, SoHo, Galeria CFM, Zimowa Prezentacja
- 2003 – Cambridge, Harvard University, Twarze, Ciała, Dusze